# Cesare Barlacchi
Cesare Barlacchi (fl. XX secolo) è stato un regista italiano.

## Biografia
Cesare Barlacchi è noto soprattutto come regista di opere liriche, fu attivo dalla seconda metà degli anni Trenta spesso al Teatro Regio di Parma e al Teatro dell'Opera di Roma.
Dopo la seconda guerra mondiale si dedicò anche alla regia cinematografica, esordì dapprima come documentarista con Visioni salentine, poi con il lungometraggio Ombra della valle (1946). Nel 1952 ha diretto Sophia Loren in La favorita.

## Filmografia

### Regista cinematografico
- Ombra della valle (1946)
- La favorita (1952)
- La sonnambula (1952)
- Tormento di anime (1953)
- Cortina di cristallo (1958)